# Обсерватория Бишопа
Обсерватория Бишопа (англ. Bishop's Observatory) — частная астрономическая обсерватория, основанная Джорджем Бишопом в 1836 году в Риджентс-парк, Лондон, Англия. Просуществовала до 1877 года.

## Руководители обсерватории
- 1844 - 1854 - Хайнд, Джон Рассел

## История обсерватории
Частная обсерватория была открыта в 1836 году Джорджем Бишопом, лондонским пивоваром и главой крупнейшей винной мануфактуры Великобритании. Бишоп приглашал и оплачивал работу в своей обсерватории многих известных астрономов. В 1861 году после смерти Джорджа Бишопа обсерватория была закрыта, а в 1863 году инструменты перевезены в Meadowbank (Туикнем). Twickenham обсерватория в 1877 году была закрыта и инструменты были перевезены в Обсерваторию Каподимонте. В XX веке здание «South Villa» было перенесено в Regent's College.

## Инструменты обсерватории
- 180-мм рефрактор Долланда (f/18.4)

## Направления исследований
- Поиск астероидов
- Поиск и исследование переменных звезд
- Наблюдения комет
- Двойные звезды

## Основные достижения
- Открытие 10 астероидов Хайндом (с (7) Ирида по (30) Урания):

| Открытые астероиды: 10 | Открытые астероиды: 10 |
| ---------------------- | ---------------------- |
| (7) Ирида              | 13 августа 1847        |
| (8) Флора              | 18 октября 1847        |
| (12) Виктория          | 13 сентября 1850       |
| (14) Ирена             | 19 мая 1851            |
| (18) Мельпомена        | 24 июня 1852           |
| (19) Фортуна           | 22 августа 1852        |
| (22) Каллиопа          | 16 ноября 1852         |
| (23) Талия             | 15 декабря 1852        |
| (27) Эвтерпа           | 8 ноября 1853          |
| (30) Урания            | 22 июля 1854           |

- Открытие и исследование переменных звезд Хайндом: R Зайца, U Близнецов и Т Тельца (также известная как Переменная туманность Хайнда), μ Цефея.
- Открытие Хайндом первой новой современности: Новая Змееносца 1848 года (V841 Ophiuchi).
- Открытие одного астероида Альбертом Мартом: (29) Амфитрита
- Создание каталога звезд около эклиптики, для облегчения поиска астероидов

## Известные сотрудники
- Эдуард Фогель (1851-53)
- Март, Альберт (1853-55)
- Чарльз Джордж Тэлмедж (Charles George Talmage) (1860-61)
- Погсон, Норман Роберт (1850-51)
- Дейвс, Уильям Руттер (1839-44)